# Лазарівка (Житомирський район)
Ла́зарівка — село в Україні, у Житомирському районі Житомирської області. Населення становить 634 осіб.

## Географія
Село, підпорядковане Брусилівській селищній об'єднаній територіальній громаді, розташоване на річці Здвиж за 44 км на схід від Коростишева, за 6 км на північний схід від Брусилова, за 33 км від залізничної станції Скочище, за 16 км від автошляху Київ—Чоп. Лазарівка межує з селами Макарівського району Київської області. Площа населеного пункту — 365 га.
Центр Лазарівського старостинського округу, якому підпорядковані села Хом´янка, Старицьке.
Лазарівка межує з селами Макарівського району Київської області.
Біля села знаходяться лісові насадження. Через село протікає річка Здвиж, у яку впадає права притока Урочище Глибоке.

## Населення

### Мова
Розподіл населення за рідною мовою за даними перепису 2001 року:
| Мова            | Кількість | Відсоток |
| --------------- | --------- | -------- |
| українська      | 612       | 96.53%   |
| російська       | 20        | 3.15%    |
| румунська       | 1         | 0.16%    |
| інші/не вказали | 1         | 0.16%    |
| Усього          | 634       | 100%     |

## Історія
Засноване 1585 року. Перша писемна згадка датована 1607 роком. Поблизу виявлені давньоруські кургани.
Село Лазарівка під назвою Мілетичі відоме ще з часів Київської Русі.
Станом на 1900 р. у Лазарівці налічувалося 136 дворів, в яких проживало 730 людей, з яких чоловіків — 359, а жінок — 371. За селом було 1349 десят. землі, з них 759 десят. належало поміщикові, 562 — селянам, а 28 — іншим категоріям населення. Господарство в маєтку вів сам поміщик.
У Лазарівці діяла школа грамоти, в якій дружина поміщика Гарбарева навчала лазарівських дітей читати, писати та грати на фортепіано. У селі була каплиця, працювали два водяних млина, дві кузні й хлібний магазин.
1970 р. у Лазарівці проживало 511 осіб, з яких жінок — 283, чоловіків — 228. 1979 р. чисельність населення села становила 357 осіб (жінок — 204, чоловіків — 153), а 1989 р. — 241 особа (жінок — 139, чоловіків — 102).
До 1963 р. земельні угіддя та тваринницькі ферми села входили до містечківського колгоспу ім. 1‑го Травня.
1963 р. у Лазарівці було відновлено колгосп ім.  Димитрова
За роки незалежності України село газифіковане, побудовані водогінні мережі, вулиці заасфальтовані. Для переселенців, згідно з Чорнобильською програмою, побудовано 206 жилих будинків.

## Соціальна сфера
- Лазарівська загальноосвітня школа-сад І-ІІ ступенів була відкрита 1993 року.
- З 2003 року — Лазарівська загальноосвітня школа — сад І-ІІІ ступенів.
- У 2008 році Лазарівську загальноосвітню школу — сад І-ІІІ ступенів було реорганізовано в Лазарівський навчально-виховний комплекс І-ІІІ ступенів.
- У 2021 році НВК було реорганізовано в Лазарівську гімназію. Гімназія розміщена в типовому приміщенні (типовий проект 1259—210/1-АБ-15), загальною площею 2807 м.кв. (18 м.кв. на одну дитину). В гімназії діють 9 навчальних кабінетів, майстерня по обробці деревини, спортивний зал, чотири класних приміщення для учнів 1-4 класів, актовий зал, бібліотека, шкільна їдальня, ігрова кімната та функціонує структурний підрозділ дошкільної освіти «Барвінок».[2]

Діють відділення «Нової пошти» та «Укрпошти».

## Економіка
Сільськогосподарське підприємство ТОВ «Лазарівське» орендує 61 земельний пай, на яких вирощуються зернові культури.
Працюють 4 магазини, "Буцефал", "Талісман", "Центральний", "Мальва".

## Архітектура
Окрасою села стала будівля церкви Олександра Невського, яка побудована у 2005 році. На жаль церква, поки що, належить Російській православній церкві (колишнє УПЦ МП).

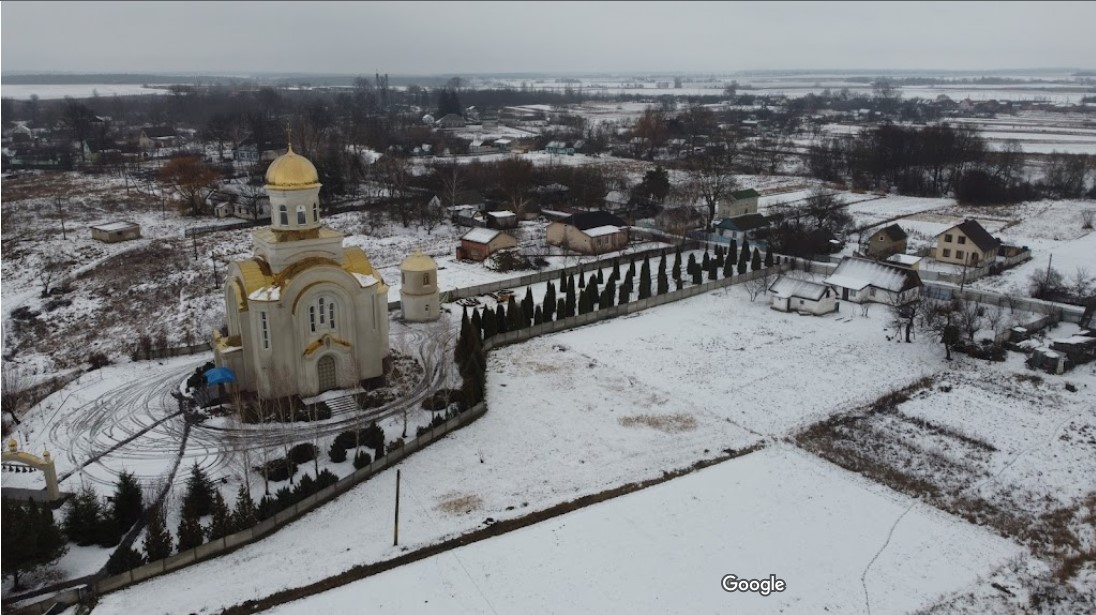
Церква Олександра Невського
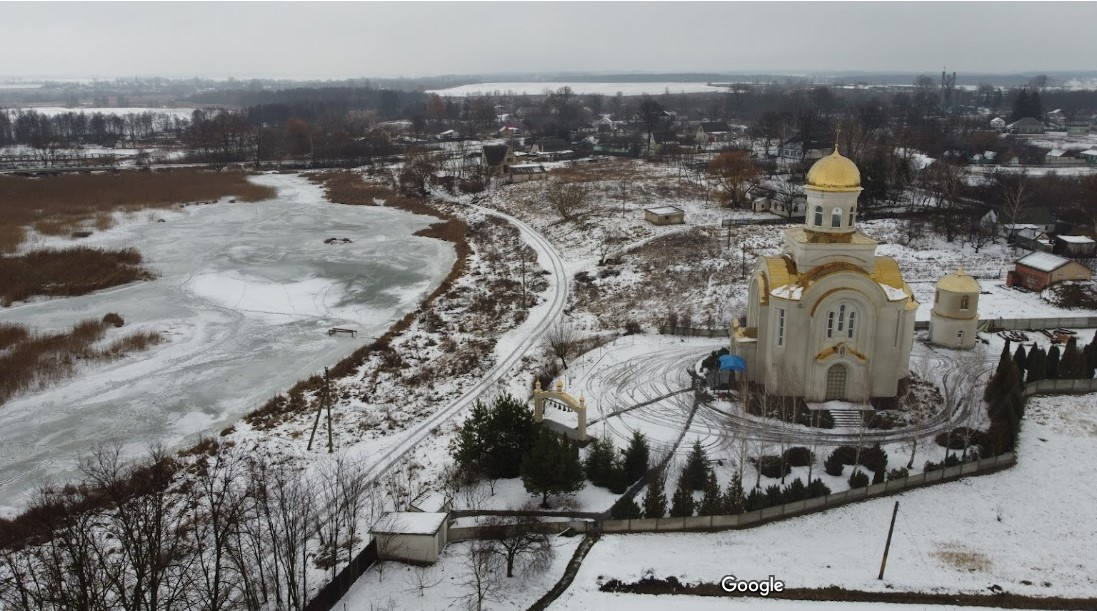
Церква Олександра Невського
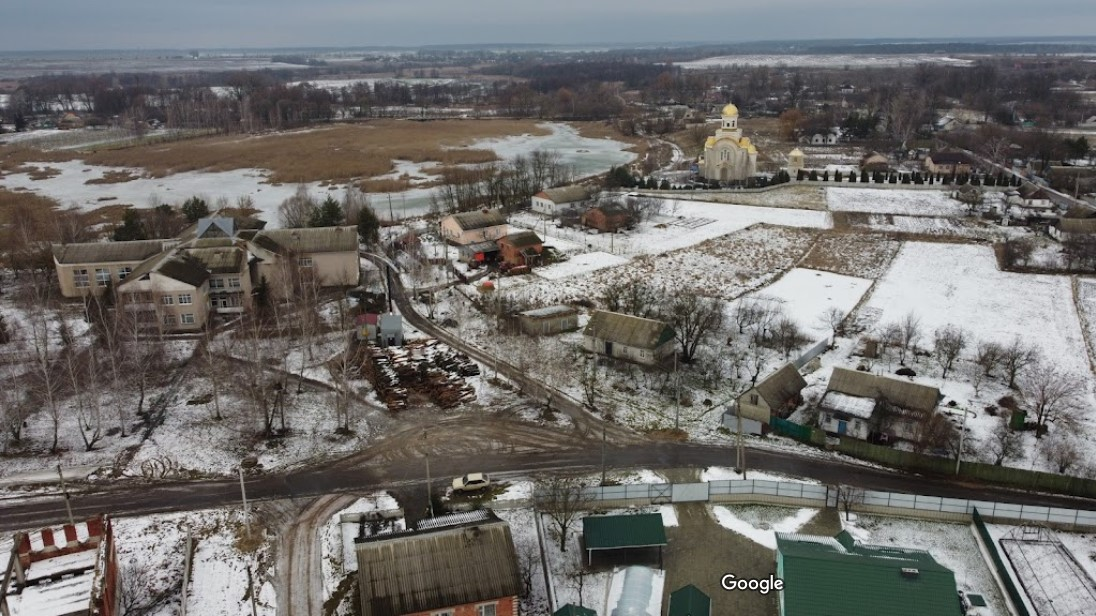
Центр села з висоти.

## Відомі мешканці
Курков Андрій Юрійович український письменник, журналіст, кіносценарист. Президент Українського ПЕН.

## Учасники ДРУГОЇ СВІТОВОЇ ВІЙНИ (1939-1945)
На фронтах Другої світової війни воювало щонайменше 175 уродженців і жителів села Лазарівка та хутора Хом’янка, з них 120 загинули смертю хоробрих.
1. Бернацький Павло Іванович 1925 р.н. Мобілізований 1943 р. Макарівським РВК. 21.12. 1943 р. в селі Рожів Київської обл.
2. Білоцький Володимир Іванович, 1920 р. н. Мобілізований 1941 р. Потрапив у полон 24.04.1943 р. Перебував у концтаборі для військовополонених Заксенхаузен. Подальша доля невідома.
3. Білоцький Володимир Семенович, 1921 р. н. Мобілізований 1943 р. Макарівським РВК. Воював у складі 42-ї стрілецької дивізії. Загинув 22.12.1943 р. Похований в с. Рожів Макарівського району.
4. Галайчук Василь Федорович, 1911 р. н. Мобілізований 23.06.1941 р. Нагороджений орденом Червоної Зірки. Загинув 04.08.1944 р. у Польщі.
5. Галайчук Григорій Семенович, 1900 р. н. Мобілізований 1943 р. Польовим ВК. Пропав безвісти 1944 р.
6. Галайчук Юхим Климович. Мобілізований 1943 р. Польовим ВК. Пропав безвісти у вересні 1944 р.
7. Галайчук Макар Климович, 1907 р. н. Мобілізований 1941 р. Пропав безвісти в серпні 1941 р.
8. Галайчук Павло Денисович, 1925 р. н. Мобілізований 1944 р. Чкаловським МВК. Воював у складі 274-ї стрілецької дивізії. Помер від ран 04.08.1944 р. у Польщі.
9. Галайчук Сергій Денисович, 1921 р. н. Призваний 1940 р. Помер від ран 1943 р.
10. Галайчук Федос Климович, 1903 р. н. Мобілізований 1943 р. Загинув 11.03.1944 р. у Вінницькій обл..
11. Галайчук Юхим Климович, 1901 р. н. Мобілізований 1943 р. Пропав безвісти 1944 р.
12. Глущенко Михайло Трифонович, 1917 р. н. Мобілізований 1942 р.  Ворошиловським РВК, Ташкентської обл. Капітан медичної служби 10-го окремого штрафного батальйону 3-ї гвардійської повітряно-десантної бригади 3-го Білоруського фронту. Загинув 15.08.1944 р. у Литві.
13. Грищенко Андрій Левкович, 1907 р. н. Мобілізований 1941 р. Пропав безвісти 1941 р.
14. Грищенко Андрій Левкович, 1907 р. н. Мобілізований 1941 р. Пропав безвісти 1941 р.
15. Демченко Володимир Іванович, 1925 р. н. Мобілізований 1943 р. Пропав безвісти 1944 р.
16. Демченко Родіон Олексійович, 1906 р. н. Мобілізований 1941 р. Пропав безвісти 1941 р.
17. Демченко Сергій Йосипович, 1912 р. н. Мобілізований 1941 р. Пропав безвісти 1941 р.
18. Зарудній Володимир Дмитрович, 1924 р. н. Мобілізований 1943 р. Загинув 1943 р. Похований у селі Рожів Макарівського району.
19. Зарудній Сергій Федорович,  1906 р. н. Мобілізований 1941 р. Загинув у листопаді 1943 р.
20. Зарудній Яків Васильович, 1921 р. н. Призваний 1940 р. Петровським РВК м. Києва. Пропав безвісти у вересні 1941 р.
21. Захарчук Андрій Митрофанович, 1898 р. н. Мобілізований у січні 1944 р. Пропав безвісти у травні 1944 р.
22. Захарчук Володимир Тимофійович, 1899 р. н. Мобілізований 1943 р. Макарівським РВК. Воював у складі 42-ї гвардійської стрілецької дивізії. Загинув 21.12.1943 р. Похований в селі Рожів Макарівського району.
23. Захарчук Іван Митрофанович, 1902 р. н. Мобілізований 1943 р. Макарівським РВК. Воював у складі 338-го гвардійського стрілецького полку 117-ї гвардійської стрілецької дивізії.  Помер від ран  05.03.1944 р. Похований у Вінницькій обл.
24. Захарчук Костянтин Гнатович, 1915 р. н. Мобілізований 1943 р. Пропав безвісти 1945 р.
25. Захарчук Микола Іванович, 1920 р. н. Призваний 1939 р. Воював у складі 26-го гвардійського стрілецького полку 1-го стрілецького корпусу. Загинув 28.02.1942 р. в Московській обл.
26. Захарчук Петро Володимирович, 1917 р. н. Мобілізований 1941 р. Нагороджений медаллю «За відвагу». Загинув 26.08.1944 р. у Мурманській обл.
27. Захарчук Семен Михайлович, 1910 р. н. Мобілізований 25.06.1941 р. Потрапив у полон 13.07.1941 р. в Макарові. Перебував в шталазі XII C. Помер у полоні в серпні 29.09.1942 р. Похований у м. Понятова (Німеччина).
28. Захарчук Степан Тимкович, 1907 р. н. Мобілізований 1943 р. Пропав безвісти 1944 р.
29. Захарчук Тимофій Захарович, 1902 р. н. Мобілізований 1943 р. Макарівським РВК. Воював у складі 237-ї стрілецької дивізії. Загинув 06.01.1944 р. у Вінницькій обл.
30. Захарчук Федір Романович, 1915 р. н. Мобілізований 1941 р. Воював у складі 63-ї гвардійської танкової дивізії 10-го танкового корпусу. Нагороджений медалями «За бойові заслуги» та «За відвагу». Загинув 20.01.1945 р. у Польщі.
31. Камеза Євдоким Костянтинович, 1910 р. н. Мобілізований 1943 р. Пропав безвісти 1943 р.
32. Клюцько Анатолій Іванович, 1911 р. н. Мобілізований 1943 р. Загинув 29.01.1944 р. в Кам’янець-Подільській обл. (нині Хмельницька обл.).
33. Коляда Євгеній Данилович, 1921 р. н. Загинув на фінській війні.
34. Коляда Євдоким Костянтинович, 1912 р. н. Мобілізований 25.06.1941 р. Пропав безвісти 1941 р.
35. Коляда Сергій Денисович, 1920 р. Мобілізований 1941 р. Пропав безвісти у серпні 1941 р.
36. Коляда Федір Лукич, 1896 р. н. Мобілізований 1944 р. Воював у складі 376-ї стрілецької дивізії. Помер від ран 17.03.1945 р. Похований у Латвії.
37. Коханчук Володимир Васильович, 1904 р. н. Мобілізований 1944 р. Пропав безвісти 1944 р.
38. Коханчук Клим Михайлович, 1904 р. н. Мобілізований 1943 р. Польовим ВК. Пропав безвісти 1944 р.
39. Кузьменко Василь Андрійович, 1924 р. н. Мобілізований 1943 р. Макарівським РВК.  Помер від ран 28.10.1944 р. Похований у Польщі.
40. Кузьменко Никон Лукич, 1912 р. н. Мобілізований 1943 р. Помер від ран 21.12.1943 р. Похований у містечку Макарів.
41. Кузьменко Юхим Лукич, 1901 р. н. Мобілізований 1943 р. Загинув 21.12.1943 р. Похований в селі Рожів Макарівського району.
42. Кузьмін Іван Левкович, 1918 р. н. Мобілізований 1943 р. Пропав безвісти 1943 р.
43. Кущовий Григорій Опанасович, 1920 р. н. Призваний 1940 р. Артилерист. Загинув 1941 р. в м. Ново-Волинськ.
44. Литвинчук Іван Митрофанович, 1910 р. н. Мобілізований 1941 р. Пропав безвісти у березні 1944 р.
45. Литвинчук Павло Микитович, 1915 р. н. Мобілізований 23.06.1941 р. Пропав безвісти 1941 р.
46. Лукашук Василь Минович, 1893 р. н. Мобілізований у листопаді 1943 р. Макарівським РВК. Пропав безвісти 1944 р.
47. Лукашук Микола Минович, 1895 р. н. Мобілізований 27.06.1941 р. Пропав безвісти 1941 р.
48. Лукашук Петро Тимофійович, 1907 р. н. Мобілізований у червні 1941 р. Пропав безвісти 1941 р.
49. Макельський Віталій Андрійович, 1924 р. н. Мобілізований 23.06.1941 р. Пропав безвісти в серпні 1941 р.
50. Мельниченко Артем Іванович, 1905 р. н. Мобілізований 27.06.1941 Житомирським МВК. Пропав безвісти 1941 р.
51. Мельниченко Йосип Андрійович, 1921 р. н. Мобілізований 26.08.1941 р. Подальша доля невідома.
52. Мельниченко Макар Павлович, 1906 р. н. Мобілізований 1943 р. Польовим ВК. Пропав безвісти 1944 р.
53. Микитенко Василь Романович, 1906 р. н. Мобілізований 1943 р. Пропав безвісти 1944 р.
54. Микитенко Леонід Степанович, 1922 р. н. Мобілізований 1943 р. Пропав безвісти 1944 р.
55. Микитенко Марко Прохорович, 1924 р. н. Мобілізований 1943 р. Загинув 28.04.1944 р. в Румунії.
56. Микитенко Микола Прохорович, 1921 р. н. Призваний 1940 р. Петровським РВК м. Києва. Пропав безвісти 1941 р.
57. Микитенко Сава Назарович, 1901 р. н. Мобілізований 1943 р. Пропав безвісти 1944 р.
58. Михайленко Антон Михайлович, 1914 р. н. Мобілізований 1941 р. Пропав безвісти 1941 р. в Обухівському районі Київської обл.
59. Омельченко Сергій Кузьмович, 1906 р. н. Мобілізований у червні 1941 р. Артилерист. Пропав безвісти 1941 р.
60. Омельчук Микола Макарович, 1920 р. н. Призваний 1940 р. Моряк. Пропав безвісти 1941 р.
61. Омельчук Федір Дмитрович, 1919 р. н. Мобілізований 1943 р. Фастовським РВК Загинув 02.01.1944 р.
62. Оникієко Іван Павлович, 1919 р. н. Призваний у листопаді 1939 р. Жовтневим РВК м. Києва. Пропав безвісти 1941 р.
63. Оникієнко Гнат Євтухович, 1907 р. н.  Мобілізований 24.06.1941 р. Пропав безвісти 1941 р.
64. Оникієнко Євген Іванович, 1921 р. н. Мобілізований 1941 р. Загинув 23.01.1942 р. в Ленінградській обл.
65. Оникієнко Іван Максимович, 1899 р. н. Мобілізований 1943 р. Макарівським РВК. Загинув 21.12.1943 р. в селі Ковганівка.
66. Оникієнко Калістрат Олексійович, 1914 р. н. Мобілізований 1941 р. Потрапив у полон. Загинув у полоні 13.02.1942 р.
67. Оникієнко Костянтин Олексійович, 1921 р. н. Мобілізований 1941 р. Пропав безвісти 1941 р.
68. Оникієнко Матвій Павлович, 1913 р. н. Мобілізований 23.06.1941 р. Пропав безвісти 1941 р.
69. Оникієнко Прокіп Ничипорович, 1914 р. н. Мобілізований 1941 р. Помер у полоні 10.06.1943 р.
70. Оникієнко Роман Павлович, 1910 р. н. Мобілізований 23.06.1944 р. Пропав безвісти 1941 р.
71. Осадченко Антон Іванович, 1911 р. н. Мобілізований 1944 р. Загинув 16.02.1944 р.
72. Осадчук Василь Петрович, 1920 р. н. Мобілізований 1943 р. Макарівським РВК. Воював у складі 291-ї стрілецької дивізії. Загинув 26.01.1945 р. в Польщі.
73. Осадчук Іван Микитович, 1912 р. н. Мобілізований 1943 р. Макарівським РВК. Загинув 02.01.1944 р. у Вінницькій обл.
74. Осадчук Тихон Іванович, 1920 р. н. Призваний 1940 р. Пропав безвісти 1941 р.
75. Осадчук Федір Григорович, 1910 р. н. Мобілізований 1941 р. Пропав безвісти 1941 р.
76. Осадчук Юхим Андрійович, 1905 р. н. Мобілізований 1943 р. Макарівським РВК. Воював у складі 127-го стрілецького полку. Помер від ран 1944 р. Похований у селі Калинівка Макарівського району.
77. Остапенко Андрій Матвійович, 1904 р. н. Мобілізований 1943 р. польовим ВК. Пропав безвісти 1944 р.
78. Остапенко Віктор Маркович, 1908 р. н. Мобілізований 1941 р. Потрапив у полон. Помер у полоні 16.02.1942 р.
79. Остапенко Герасим Маркович, 1904 р. н. Мобілізований 1943 р. Макарівським РВК. Загинув 1943 р. Похований у с. Ставище.
80. Остапенко Григорій Маркович, 1907 р. н. Мобілізований 1941 р. Артилерист. Потрапив у полон 07.03.1942 р. Загинув у полоні  31.03.1942 р.
81. Остапенко Максим Маркович, 1916 р. н. Мобілізований 1941 р. Лейтенант 49-ї зенітно-артилерійської дивізії. Загинув 18.09.1944 р. у Польщі.
82. Остапенко Марко Маркович, 1908 р. н. Мобілізований 1944 р. Помер від ран 02.08.1944 р. Похований у Вінницькій обл.
83. Остапенко Мина Маркович, 1900 р. н. Мобілізований у грудні 1943 р. Макарівським РВК. Пропав безвісти в квітні 1944 р.
84. Остапенко Олександр Матвійович, 1908 р. н. Мобілізований 1943 р. Пропав безвісти 1943 р.
85. Петренко Андрій Прокопович, 1912 р. н. Мобілізований 1943 р. Польовим ВК. Загинув 23.12.1943 р.
86. Пінчук Григорій Максимович, 1918 р. н. Мобілізований 1943 р. Макарівським РВК. Загинув 14.04.1944 р. у Литві.
87. Пінчук Кирило Максимович, 1919 р. н. Призваний 1939 р. Лейтенант. Загинув 1944 р.
88. Пінчук Лівон Савкович, 1915 р. н. Мобілізований 1943 р. Макарівським РВК. Пропав безвісти 1944 р.
89. Пінчук Павло Іванович, 1920 р. н. Призваний 1940 р. Пропав безвісти 1941 р.
90. Пінчук Степан Фокійович, 1907 р. н. Мобілізований 1943 р. Пропав безвісти 1943 р.
91. Пінчук Тит Йосипович, 1913 р. н. Мобілізований 1941 р. Пропав безвісти 1941 р.
92. Приходько Дмитро Семенович, 1923 р. н. Мобілізований 1943 р. Загинув у березні 1944 р.
93. Прокопчук Андрій Степанович, 1919 р. н. Призваний 1939 р. Пропав безвісти 1943 р.
94. Прокопчук Петро Степанович, 1903 р. н. Мобілізований 1943 р. Макарівським РВК. Пропав безвісти 1944 р.
95. Прокопчук Федір Степанович, 1901 р. н. Мобілізований 1943 р. Макарівським РВК. Пропав безвісти 1944 р.
96. Рибка Іван Іванович, 1916 р. н. Мобілізований 1943 р. Макарівським РВК. Загинув у травні 1945 р.
97. Свірський Григорій Андрійович, 1917 р. н. Мобілізований 1943 р. Макарівським РВК. Пропав безвісти 1943 р.
98. Стаднюк Петро Гаврилович, 1912 р. н. Мобілізований у листопаді 1943 р. Макарівським РВК. Пропав безвісти у вересні 1944 р.
99. Столяренко Григорій Павлович, 1920 р. н. Призваний 1940 р. Пропав безвісти 1943 р.
100. Сушко Антон Сергійович.
101. Сушко Іван Сергійович.
102. Тарасун Демид Пилипович, 1911 р. н. Мобілізований у червні 1941 р. Пропав безвісти 1941 р.
103. Товстонос Давид Павлович, 1918 р. н. Призваний 1939 р. Молодший лейтенант. Загинув у липні 1941 р.
104. Усик Василь Іванович. Призваний до війни. Воював у складі 45-го полку зв’язку 9-ї армії. Пропав безвісти 12.07.1942 р. в районі Мілерово Ворошиловградської обл.
105. Усик Захар Назарович, 1904 р. н. Мобілізований 1943 р. Макарівським РВК. Воював у складі 42-ї гвардійської стрілецької дивізії. Загинув 24.12.1943 р. Похований у с. Містечко.
106. Усик Іван Назарович, 1901 р. н. Мобілізований 1943 р. Пропав безвісти 1944 р.
107. Усик Микола Антонович, 1926 р. н. Мобілізований 1944 р. Воював у складі 85-ї стрілецької дивізії. Загинув 17.09.1944 р. в Естонії.
108. Усик Олександр Петрович, 1907 р. н. Мобілізований 1943 р. Макарівським РВК. Воював у складі 237-ї стрілецької дивізії. Загинув 11.04.1944 р. в Станіславській обл. (тепер Івано-Франківській).
109. Усик Петро Євдокимович, 1903 р. н. Мобілізований 1943 р. Пропав безвісти 1944 р.
110. Усик Прохор Євдокимович, 1909 р. н. Мобілізований 1944 р. Загинув 21.01.1944 р. у Волинській обл.
111. Усик Роман Остапович, 1917 р. н. Мобілізований 1941р. Молодший лейтенант 58-ї окремої стрілецької бригади. Загинув 18.02.1943 р. в Ленінградській обл.
112. Чередніченко Василь Терешкович, 1898 р. н. Мобілізований 1943 р. Пропав безвісти 1943 р.
113. Чередніченко Володимир Васильович, 1920 р. н. Призваний 1939 р. Пропав безвісти 1941 р.
114. Чередніченко Дмитро Юхимович, 1902 р. н. Мобілізований 1942 р. Сталінським РВК, Горьковської обл. Загинув 21.06.1944 р. в Ленінградській обл.
115. Чередніченко Микола Юхимович, 1903 р. н. Мобілізований 1944 р. Загинув 25.03.1944 р. в Тернопільській обл.
116. Яковенко Ініфан Кирилович, 1903 р. н. Мобілізований у червні 1941 р. Пропав безвісти у жовтні 1943 р.
117. Яковенко Левон Йосипович, 1922 р. н. Мобілізований 1944 р. Загинув 19.02.1945 р. в Німеччині.
118. Яковенко Макар Кирилович, 1896 р. н. Мобілізований 1941 р. Жовтневим РВК м. Києва. Пропав безвісти 1941 р.
119. Яковенко Пилип Омелянович, 1916 р. н. Мобілізований 1941 р. Пропав безвісти в січні 1942 р.
120. Яковенко Саливон Кирилович, 1907 р. н. Мобілізований 1943 р. Макарівським РВК. Пропав безвісти 1944 р.
121. Яковенко Яків Матвійович, 1923 р. н. Мобілізований 1944 р. Пропав безвісти 1944 р.

Розстріляні гітлерівцями під час окупації мирні жителі села
10 липня 1941 р. гітлерівці розстріляли вчителя Камінського Станіслава Броніславовича та начальника поштового відділення Хаверчука Івана Захаровича.
У липні 1941 р. фашисти також розстріляли двох місцевих жителів — Лукашука Василя Демидовича й Усик Афанасію Євдокимівну.
Під час другої окупації Лазарівки в листопаді 1943 р. гітлерівці розстріляли Усика Євдокима Захаровича, Коханчук Христину Федорівну, Омельчук Євдокію Степанівну і Кузьменка Луку.